# Осовцы (Берёзовский район)
Осовцы (бел. Асаўцы) — деревня в Берёзовском районе Брестской области Белоруссии. Входит в состав Селецкого сельсовета.

## География
Деревня находится в центральной части Брестской области, при автодороге Н-104, на расстоянии приблизительно 6 километров (по прямой) к западу от города Берёза, административного центра района. Абсолютная высота — 154 метра над уровнем моря. Площадь населённого пункта — 0,6513 км².

## История
По состоянию на 1905 год, в Осовцах проживало 846 человек. В административном отношении деревня входила в состав Селецкой волости Пружанского уезда Гродненской губернии.
Согласно Рижскому мирному договору (1921), деревня вошла в состав межвоенной Польши. Входила в состав гмины Селец Пружанского повета Полесского воеводства Польши. В 1921 году числилось 38 жителей, проживавших в 8 домах. В этническом составе населения того периода поляки составляли 100 %. В конфессиональном составе населения преобладали католики (55 %) и православные христиане (45 %).
С 1939 года в БССР, с 1940 года деревня в составе Блуденского сельсовета.

## Население
По данным переписи 2019 года, в деревне проживало 119 человек.
| Год  | Население, человек |
| ---- | ------------------ |
| 1905 | 846                |
| 1921 | ↘ 38               |
| 2009 | ↗ 149              |
| 2019 | ↘ 119              |